# 121 aC
El 121 aC va ser un any del calendari romà prejulià. Durant la República i l'Imperi Romà es coneixia com l'Any del Consolat de Màxim i Opimi o també any 633 Ab urbe condita o de la fundació de la ciutat). L'ús del nom «121 aC» per referir-se a aquest any es remunta a l'alta edat mitjana, quan el sistema Anno Domini va ser el mètode de numeració dels anys més comú a Europa.

## Esdeveniments

### República Romana
- Quint Fabi Màxim Al·lobrògic i Luci Opimi són elegits cònsols.[2]
- El senat romà presenta una moció (senatus consultum ultimum), que el consol Luci Opimi, oponent de Gai Semproni Grac, sense cap escrúpol, actuant més per una venjança personal que no per política, i forçant obertament una ruptura, interpreta com que li dona poder il·limitat per preservar la república. Reuneix una força armada dels senadors i els que el recolzen per enfrontar-se a Gai Semproni Grac. Té lloc una batalla a dins mateix de Roma, que provoca la mort de Gai Semproni Grac i de molts dels seus seguidors.[3]
- Un tribunal estableix l'execució de 3.000 seguidors de Gai Semproni Grac, als que confisquen les seves propietats i ensorren les seves cases. Molts són empresonats i després executats.[4]
- Luci Opimi inicia la construcció de la Basílica Opímia, al fòrum Romà, al costat del Temple de la Concòrdia.[5]
- Es produeix una excepcional verema que dona lloc al vi d'Opimi (vinum Opimianum) en honor del cònsol d'aquell any. Ciceró parla de l'existència del vi vuitanta-cinc anys després del consolat d'Opimi.[6] Vel·lei Patèrcul,[7] que va escriure durant el regnat de Tiberi, diu que aquell vi ja no existia, però Plini el Vell, comenta que encara se'n bevia durant el regnat de Vespasià, dos-cents anys després. Tenia una consistència com de mel aspra i, com altres vins molt vells, era tan fort, aspre i amarg, que no es podia beure fins que es diluïa amb aigua.[8]

### Gàl·lia
- El consol Quint Fabi Màxim, aliat dels hedus, derrota els arverns i els al·lòbroges, dirigits per Bituitus, a la Gàl·lia Narbonesa. L'any següent (120 aC), celebra un triomf a Roma i rep l'agnomen d'Al·lobrògic.[2]

## Naixements
- Quint Sertori, general romà (data aproximada).[9]

## Necrològiques
- Gai Semproni Grac, polític romà. Aconsegueix escapar de la batalla, i quan els homes d'Opimi estan a punt d'agafar-lo, ofereix el coll al seu esclau Èupor, que mata l'amo i es dona mort.[10]
- Marc Fulvi Flac, cònsol romà partidari de Gai Grac, degollat pels conspiradors juntament amb el seu fill gran.[10]
- Cleòpatra Tea, reina d'Egipte, quan veu que no pot controlar el seu fill Antíoc VIII Grip i li ofereix una copa de vi enverinat. Com que Antíoc no acostuma a beure'n, sospita i obliga a la seva mare a apurar la copa. Cleòpatra mor.[11]